# ردیف‌های دوقلو

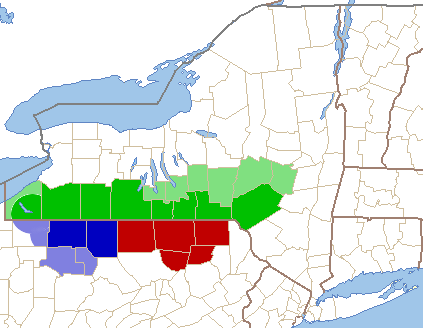
مرز ردیف های دوقلو

ردیف‌های دوقلو نام مرزی بین ایالت‌های نیویورک و پنسیلوانیا، در کشور ایالات متحده امریکا است که دقیقاً بر روی مدار ۴۲درجه شمالی قرار دارد.